# Amylopectine-aardappelzetmeel

Veralgemeende structuur van amylopectine

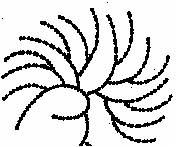
Vertakkingen van de glucoseketen geven een boomachtig uiterlijk aan de molecuulstructuur

Amylopectine-aardappelzetmeel, ook wel waxy aardappelzetmeel genoemd, is een nieuwe zetmeelsoort die alleen amylopectine moleculen bevat. Het nieuwe zetmeel wordt gewonnen uit speciale aardappelrassen die begin deze eeuw beschikbaar zijn gekomen. Gewoon aardappelmeel van zetmeelrassen bevat zowel amylose als amylopectine. Voor sommige toepassingen gebruikt men liever zuiver amylopectine. Amylopectine werd in het verleden uit aardappelzetmeel verkregen via extra chemische bewerkingen, waarbij veel energie en milieubelastende chemische stoffen gebruikt werden. Er zijn twee typen rassen ontwikkeld uit verschillende werkwijzen. De een volgens traditionele veredelingstechnieken en de ander via genetische manipulatie.

## Amylopectine aardappel (niet genetisch gemodificeerd)
Via traditionele veredelingstechnieken is een amylose-vrije mutant zonder genetische manipulatie verkregen. Dit aardappelras heeft nog niet de volledig gewenste landbouwkundige eigenschappen. Deze aardappelzetmeelsoort is het enige amylopectine aardappelras dat op dit moment verbouwd en vermarkt wordt sinds 2005 door Avebe.

## Amylopectine aardappel (genetisch gemodificeerd)
Met behulp van genetische modificatie zijn ook ggo-aardappelrassen ontwikkeld. Genetische modificatie blijft echter omstreden.
Een punt van kritiek is het gebruiken van antibiotica-resistente markers. Voor het selecteren van de succesvol gemodificeerde, getransformeerde cellen wordt in het laboratorium gebruikgemaakt van een marker. De meeste bekende GMO-markers zijn gebaseerd op antibiotica-resistentie. Deze marker kan ook na het opkweken van een cel tot plant aanwezig blijven. De European Food and Safety Autority (EFSA), verantwoordelijk voor het toelatingsbeleid van GMO-rassen binnen de Europese Unie, staat zeer terughoudend ten opzichte van het gebruik van deze technologie.
Voor amylopectine-aardappelzetmeel hoeft geen gebruik meer worden gemaakt van antibioticum-resistentie. Met behulp van aankleuren van gemodificeerd plantencellen met jodium kan gekeken worden of het amylose-gen met succes is uitgeschakeld. Zuiver amylopectine zetmeel kleurt rood, het amylose molecule kleurt blauw.
Genetisch gemodificeerde aardappel plantencellen worden eerst in vitro gekweekt. Uit deze celklompjes kweekt men micro-knolletjes en met behulp van aankleuren met jodium wordt gekeken of het amylose-gen met succes is uitgeschakeld en selecteert men de succesvolle gemodificeerd cellen. Uit een micro-knolletje wordt vervolgens een plant opgekweekt.
Een ander punt van kritiek op GMO is het gebruik van rasvreemd DNA. Voor het ggo-amylopectine aardappelras is geen rasvreemd DNA gebruikt. Dit type genetische modificatie wordt cisgenese genoemd en is meer vergelijkbaar met klassieke plantenveredeling.
Het gen dat de aanmaak van amylose verhindert, is afkomstig van het aardappelras zelf. Een kopie van het geïsoleerde gen wordt in omgekeerde volgorde (antisense) teruggeplaatst in het aardappelgenoom. Het RNA van het antisense-gen bindt vervolgens aan het RNA van het normale gen, waardoor het amylose-vormende enzym niet wordt aangemaakt. 

Door het terugplaatsen van het gen zijn nog wel stukjes DNA van de bacterie Agrobacterium tumefaciens in het plantengenoom opgenomen, maar die coderen niet voor het aanmaken van eiwitten in de plant. Er worden geen vreemde stoffen aangemaakt in de plant.
In 1993 werden de eerste proefveldvergunning voor het genetisch gemodificeerd amylopectine aardappelras afgegeven aan Avebe. In 1998 werd de eerste genetisch gemodificeerd amylopectine aardappelrassen opgenomen in de Nederlandse rassenlijst  (nationale lijst van landbouwgewassen).  In 1999 werd de teeltvergunning in getrokken door het ministerie van Volkshuisvesting, Ruimtelijke Ordening en Milieubeheer

In maart 2010 kreeg het ras Amflora van de firma BASF een commerciële toelating van EFSA/EU. In december 2013 annuleerde het gerecht van Eerste Aanleg van de Europese Gemeenschappen de beslissing op basis van procedurefouten van de EFSA. In februari 2013 besloot BASF reeds verdere ontwikkeling te staken.

## Andere zetmeelrassen
Er wordt gewerkt aan het ophelderen van de synthese van zetmeel. Door gebruik te maken van sense- en antisense-genen die verantwoordelijk (coderend) zijn voor de aanmaak van korrelgebonden zetmeelsynthase (KGZ) en/of het vertakkingsenzym wil men onder andere proberen zowel de verhouding amylose/amylopectine als de vertakkingsgraad van amylopectine te veranderen. Als dit lukt, kunnen er rassen met elke gewenste verhouding tussen amylose/amylopectine gemaakt worden.